# ホルゴス
ホルゴス（カザフ語: Қорғас、ロシア語: Хоргос）は、カザフスタンアルマトイ州パンフィロフ地区の村。ジャルケントの31km東方に位置し、国境を挟んだ中国側は新疆ウイグル自治区イリ・カザフ自治州コルガス市である。

## 交通
- トルキスタン・シベリア鉄道アルティンコリ支線
  - アルティンコリ駅 - 中国側では精伊霍線と接続する。